# Maximila Imali
Maximila Imali, née le 8 février 1996, est une athlète kényane.

## Carrière
Maximila Imali est éliminée en séries du 400 mètres féminin aux championnats du monde d'athlétisme 2017 à Londres.
Elle est médaillée de bronze du relais 4 × 100 mètres aux Jeux africains de 2019 à Rabat.
Elle est médaillée d'argent du 200 mètres aux Championnats d'Afrique d'athlétisme 2022 à Saint-Pierre.